# Kush
«Kush» — сингл американского рэпера Dr. Dre, выпущенный 18 ноября, 2010 года. Песня исполнена совместно со  Snoop Dogg  и  Akon . «Kush» был продюсирован DJ Khalil. Также в песне дополнительный вокал исполняют Sly «Pyper» Jordan, Kobe Honeycutt и Blackthoven.

## Предыстория
16 ноября 2010 года незаконченная версия песни «утекла» в интернет.. В тот же день Dr. Dre рассказал на радио «Big Boy» про этот инцидент:
Dr. Dre сказал:

 «Я уже вижу финиш, я почти закончил песню, мне нужно ещё около двух или трёх песен, и я надеюсь, что процесс сведения начнётся в конце следующего месяца, и с этого момента я 30 дней наслаждаюсь этим. „Kush“ утёк в интернет: это была незаконченная версия, я не рад этому. Понимаете, я подумал, что в песне говорится о курении травки, и я не хочу, чтобы люди думали, что весь альбом выполнен в таком стиле. Это единственная песня в альбоме с таким содержанием.»"
Оригинальный текст (англ.)"I see a finish line right now, I'm wrapping it up, I need about two or three more songs and hopefully I will start the mixing process at the end of next month and from that point I am about 30 days out, so I'm excited about it." "Kush got leaked, it was a version of it that got leaked that I wasn't really happy about, so we are gonna go in push it and put it out because everyone seems to like it. Y'know I just thought, like, the content it's about weed smoking and I don't want people to think that's what my album is about, this is actually the only song with that type of content in it."
— http://www.aftermathmusic.com/blog/?p=3018
Днём позже доделанная версия «Kush» была выпущена вместе с запуском нового веб-сайта
Изначально песня предназначалась для альбома Detox, но 21 сентября 2011 года Dr. Dre написал в своём Твиттер-аккаунте, что синглы «Kush» и «I Need a Doctor» не войдут в альбом.

## Композиция
Сингл «Kush» создавали в течение четырёх месяцев. Идея создания песни пришла к Dr. Dre, когда он пригласил на сингл продюсера DJ Khalil, который имел заранее заготовленные вокальные семплы, сделанные ранее продюсером Kobe Honeycutt, который думал, что было бы хорошо записать новый трек с Дре. DJ Khalil сказал HitQuarters, что начал песню с семпла Honeycutt’а «Hold up, wait a minute, let me put some kush up in it», зацикленного в программе Reason, и барабанов, которыми он пытался сделать звук «пульсирующим и клубным». Клавишник Danny Keyz позже перезаписал семпл на синтезаторе, который DJ Khalil профильтровал и «очистил» при помощи реверберации.. К получившемуся треку потом стали добавлять части припевов и вокалы, с целью придания песне постоянно меняющегося звука.

## Музыкальный клип
Режиссёром клипа был Джозеф Кан. Клип был снят 18 ноября 2010-го в Даунтауне, Лос-Анджелес. 50 Cent, E-40, Roccett, The Menace и Glasses Malone присутствовали на съёмках клипа, но эпизодических ролей не исполнили. DJ Khalil один раз появился в клипе, бросая в камеру наушники Beats by Dr. Dre в стоп-кадре. 10 декабря, 2010 клип вышел на Vevo. Видео начинается с того, как Dr. Dre садится в чёрную «Lamborghini», пытаясь зажечь зажигалку Zippo. Потом Dr. Dre выходит из машины и песня начинается. Дре появляется в клубе, который похож на клуб из видео «The Next Episode». Но люди, находящиеся в клубе и на стоянке, застыли в самых различных позах. Snoop Dogg появляется во втором куплете, окружённый застывшими девушками. Потом появляется Дре, достающий свою зажигалку, на которой выгравировано название песни, и подносит её к пожарному извещателю, из которого начинает литься вода. Люди начинают очень медленно двигаться. Потом Snoop Dogg и Dr. Dre покидают клуб. Второй садится в свою машину и уезжает по шоссе, окружённый полосками света от фар других машин. Akon же периодически появляется во время исполнения припева, сидящий в административном самолёте, внутри которого в воздухе застыли денежные купюры и танцующие женщины.

## Ремиксы
2 декабря, 2010 года был выпущен официальный ремикс, который исполнили The Game, Snoop Dogg и Akon. Существуют две версии ремикса, в которых Гейм читает другие тексты в куплетах. Jay Rock и Gilbere Forte выпустили разные фристайлы на песню. Сделал фристайл также Slim da Mobster. Dr. Dre, Snoop Dogg и Akon исполнили песню на Grammy Interscope Party.

## Список композиций
- Цифровая дистрибуция

1. «Kush» (совместно с Snoop Dogg и Akon)

- CD[17]

1. «Kush» (совместно с Snoop Dogg и Akon)
2. «Kush» (instrumental)

## Чарты
| Чарты (2010—2011)                  | Позиция |
| ---------------------------------- | ------- |
| Australia (ARIA Singles Chart)     | 81      |
| Canada (Canadian Hot 100)          | 33      |
| France (SNEP)                      | 46      |
| Irish Singles Chart                | 112     |
| Швейцария (Schweizer Hitparade)    | 62      |
| Великобритания (OCC UK Singles)    | 57      |
| US Billboard Hot 100               | 34      |
| US Billboard Hot R&B/Hip-Hop Songs | 43      |
| US Billboard Rap Songs             | 11      |

## Релиз
| Страна                     | Дата            | Формат записи        |
| -------------------------- | --------------- | -------------------- |
| США                        | 18 ноября, 2010 | Цифровая дистрибуция |
| Соединённое Королевство    | 21 ноября, 2010 | Цифровая дистрибуция |
| United States Rhythm Radio | 23 ноября, 2010 | Радио-версия         |
| United States Urban Radio  | 7 декабря, 2010 | Радио-версия         |